# Cadillac Records
Cadillac Records – amerykański musical biograficzny, wyreżyserowany i napisany przez Darnella Martina. Film przedstawia erę muzyczną od lat 40. do 60., dokumentując życie Leonarda Chessa oraz artystów związanych z wytwórnią Chess Records.
W filmie wystąpili: Adrien Brody jako Chess, Cedric the Entertainer jako Willie Dixon, Mos Def jako Chuck Berry, Columbus Short jako Little Walter, Jeffrey Wright jako Muddy Waters, Eamonn Walker jako Howlin’ Wolf oraz Beyoncé Knowles jako Etta James.

## Historia
Leonard Chess był współzałożycielem amerykańskiej wytwórni płytowej Chess Records, z siedzibą w Chicago. W latach 50. i 60. zarządzał nią wspólnie z bratem, Philem. Pierwsze wyprodukowane albumy sprzedawane były w Cadillacu należącym do Chessa. Wytwórnia zapoczątkowała kariery wielu legendarnych artystów, w tym m.in.: Little Waltera, Howlin’ Wolfa, Muddy’ego Watersa, Etty James, Chucka Berry’ego oraz Bo Diddleya.

## Obsada
- Adrien Brody jako Leonard Chess
- Jeffrey Wright jako Muddy Waters
- Gabrielle Union jako Geneva Wade
- Mos Def jako Chuck Berry
- Beyoncé Knowles jako Etta James
- Cedric the Entertainer jako Willie Dixon
- Columbus Short jako Little Walter
- Eamonn Walker jako Howlin’ Wolf
- Emmanuelle Chriqui jako Revetta Chess
- Shiloh Fernandez jako Phil Chess
- Jay O. Sanders jako Mr. Feder
- Eric Bogosian jako Alan Freed

## Produkcja
Scenariusz został napisany przez reżysera filmu, Darnella Martina. Filmowanie Cadillac Records rozpoczęło się w lutym 2008 roku na terenie Mississippi oraz w Harrison, w stanie New Jersey. Producentami musicalu byli Andrew Lack i Sofia Sondervan, zaś współproducentem wykonawczym Beyoncé Knowles.

### Casting
Początkowo planowano, że w rolę Chessa wcieli się Matt Dillon, jednak z powodu problemów z dopasowaniem terminów postanowiono, że zastąpi go Adrien Brody. Pierwsze informacje na temat obsady mówiły również, że Columbus Short zagra Little Waltera, Jeffrey Wright zagra Muddy’ego Watersa, a Beyoncé Knowles wcieli się w Ettę James. Według Darnella Martina rola James napisana została specjalnie z myślą o Knowles.
Po rozpoczęciu produkcji do obsady dołączyła Emmanuelle Chriqui jako Revetta Chess, Tammy Blanchard jako Isabelle Allen oraz komik Cedric the Entertainer jako Willie Dixon. Finałowy skład dopełnili raper Mos Def jako Chuck Berry, a także Gabrielle Union jako Geneva Wade, narzeczona Muddy’ego Watersa.

### Muzyka
Amerykański multiinstrumentalista, tekściarz i producent Steve Jordan wyprodukował ścieżkę dźwiękową do Cadillac Records. Poza tym wybrał on grupę artystów bluesowych, w skład której weszli m.in.: Billy Flynn, Larry Taylor, Eddie Taylor Jr., Barrelhouse Chuck Goering, Kim Wilson, Danny Kortchmar, Hubert Sumlin i Bill Sims, z którymi nagrał nowe wersje klasyków, wykorzystanych w filmie.
Knowles nagrała na soundtrack pięć piosenek, a wśród nich 'At Last' Etty James, który 2 grudnia 2008 roku wydany został jako główny singiel z albumu. Na płycie znajdują się również utwory innych artystów, wśród których są: Mos Def, Jeffrey Wright, Columbus Short, Eamonn Walker, Raphael Saadiq, Solange Knowles, Mary Mary, Nas, Buddy Guy i Elvis Presley.
Miesiąc po premierze filmu Beyoncé zaśpiewała 'At Last' na inauguracyjnym balu, podczas pierwszego tańca Prezydenta Baracka Obamy z żoną Michelle.
Ścieżka dźwiękowa spędziła 48 tygodni na szczycie listy Top Blues Albums.
Album zdobył w sumie trzy nominacje do nagród Grammy. Ostatecznie statuetkę otrzymała jedynie Knowles za 'At Last' w kategorii najlepsze kobiece wokalne wykonanie tradycyjnego R&B.

## Premiera
Światowa premiera filmu miała miejsce 24 listopada 2008 roku w Egyptian Theatre w Los Angeles. W pierwszym tygodniu Cadillac Records zarobił 3.400.000 dolarów, plasując się na 9. miejscu amerykańskiego box office'u. W styczniu 2009 roku film przestał być wyświetlany w kinach i nie zdołał zwrócić kosztów budżetu w wysokości 12.000.000 dolarów, zarabiając w sumie 8.288.710 dolarów. Zysk ten dwukrotnie zwiększył się jednak po premierze na DVD.

### Przyjęcie
Roger Ebert z Chicago Sun Times przyznał filmowi 3 gwiazdki, pisząc: „Cadillac Records jest fascynującym dokumentem, przedstawiającym ewolucję czarnej muzyki i doskonale tłumaczy, dlaczego biali ją pokochali”. Elizbeth Weitzman z Daily News także oceniła go na 3 gwiazdki, zauważając, że: „Scenarzysta-reżyser Darnell Martin wyraźnie respektuje fakt, że historia Chess Records to godny uwagi temat”. Większość krytyków chwaliła film za muzykę, jednak narzekała na scenariusz. Jim Harrington z Mercury News, docieniając rolę Knowles, napisał w recenzji: "Porywający głos Beyoncé Knowles i inne plusy obrazu nie tuszują zaniedbań w scenariuszu" oraz "Chess Records zasługuje na, i oby kiedyś tego doczekała, lepszą historię niż w Cadillac Records".
David Edelstein z New York wyróżnił Cadillac Records jako 4. najlepszy film 2008 roku, podobnie jak Stephanie Zacharek z witryny Salon.com. Natomiast A. O. Scott z The New York Timesa umieścił go na 10. miejscu jego listy najlepszych obrazów 2008 roku.
W 2009 roku Knowles została nominowana do Satellite Award za rolę Etty James. Knowles, Amanda Ghost, Scott McFarmon, Ian Dench, James Dring i Jody Street otrzymali nominację do Złotego Globa za najlepszą oryginalną piosenkę (Once in a Lifetime). Film zdobył również siedem nominacji do NAACP Image Awards.
Film zdobył 66% pozytywnych recenzji, bazując na 87 opiniach, według Rotten Tomatoes. Witryna ta podsumowała, że „mimo iż Cadillac Records może brakować oryginalności, jest to tuszowane dobrą grą aktorską oraz soulową muzyką”.

### Wydanie
Film został wydany na DVD i Blu-ray 10 marca 2009 roku i rozszedł się w ponad 130.000 kopii w pierwszym tygodniu. Po ośmiu tygodniach dochód ze sprzedaży DVD wyniósł 7.847.722 dolarów.

## Nagrody i nominacje
- African-American Film Critics
  - Najlepszy aktor drugoplanowy: Jeffrey Wright (wygrana)

- Black Reel Awards
  - Najlepszy film (wygrana)
  - Najlepsza obsada (wygrana)
  - Najlepsza reżyseria: Darnell Martin (nominacja)
  - Najlepszy scenariusz: Darnell Martin (nominacja)
  - Najlepszy aktor drugoplanowy:
    - Jeffery Wright (wygrana)
    - Eamonn Walker (nominacja)
    - Mos Def (nominacja)

  - Najlepszy debiut: Columbus Short (nominacja)

- Złote Globy
  - Najlepsza piosenka filmowa: "Once In a Lifetime" (nominacja)

- Grammy Awards
  - Najlepsze wykonanie tradycyjnego R&B: 'At Last' Beyoncé Knowles (wygrana)
  - Najlepsza piosenka filmowa: 'Once In a Lifetime' (nominacja)
  - Najlepsza kompilacyjna ścieżka dźwiękowa (nominacja)

- NAACP Image Awards
  - Najlepszy film (nominacja)
  - Najlepszy aktor: Jeffrey Wright (nominacja)
  - Najlepsza aktorka drugoplanowa: Beyoncé Knowles (nominacja)
  - Najlepszy aktor drugoplanowy:
    - Cedric the Entertainer (nominacja)
    - Columbus Short (wygrana)
    - Mos Def (nominacja)

  - Najlepszy scenariusz: Darnell Martin (nominacja)

- Satellite Awards
  - Najlepsza aktorka drugoplanowa: Beyoncé Knowles (nominacja)